# Magnolia poasana
Magnolia poasana là một loài thực vật có hoa trong họ Magnoliaceae. Loài này được (Pittier) Dandy mô tả khoa học đầu tiên năm 1927.